# Грін-Спрінгс (Огайо)
Грін-Спрінгс (англ. Green Springs) — селище (англ. village) в США, в округах Сендаскі і Сенека штату Огайо. Населення — 1233 особи (2020).

## Географія
Грін-Спрінгс розташований за координатами 41°15′26″ пн. ш. 83°3′13″ зх. д. / 41.25722° пн. ш. 83.05361° зх. д. (41.257348, -83.053637).  За даними Бюро перепису населення США в 2010 році селище мало площу 3,13 км², з яких 3,13 км² — суходіл та 0,01 км² — водойми.

## Демографія
Згідно з переписом 2010 року, у селищі мешкало 1368 осіб у 481 домогосподарстві у складі 320 родин. Густота населення становила 437 осіб/км².  Було 520 помешкань (166/км²).
Расовий склад населення:
| - 96,4 % — білих - 0,7 % — корінних американців - 0,6 % — чорних або афроамериканців - 0,1 % — азіатів |

До двох чи більше рас належало 1,4 %. Частка іспаномовних становила 8,4 % від усіх жителів.
За віковим діапазоном населення розподілялося таким чином: 24,9 % — особи молодші 18 років, 56,5 % — особи у віці 18—64 років, 18,6 % — особи у віці 65 років та старші. Медіана віку мешканця становила 40,4 року. На 100 осіб жіночої статі у селищі припадало 93,5 чоловіків;  на 100 жінок у віці від 18 років та старших — 93,6 чоловіків також старших 18 років.
Середній дохід на одне домашнє господарство  становив 51 999 доларів США (медіана — 34 609), а середній дохід на одну сім'ю — 65 226 доларів (медіана — 59 583). Медіана доходів становила 41 250 доларів для чоловіків та 24 545 доларів для жінок. За межею бідності перебувало 20,8 % осіб, у тому числі 27,8 % дітей у віці до 18 років та 19,5 % осіб у віці 65 років та старших.
Цивільне працевлаштоване населення становило 571 осіб. Основні галузі зайнятості: виробництво — 31,2 %, освіта, охорона здоров'я та соціальна допомога — 19,6 %, роздрібна торгівля — 12,4 %, мистецтво, розваги та відпочинок — 9,8 %.